# Brevitrichia yucatani
Brevitrichia yucatani är en tvåvingeart som beskrevs av Kelsey 1969. Brevitrichia yucatani ingår i släktet Brevitrichia och familjen fönsterflugor. Inga underarter finns listade i Catalogue of Life.